# San Antonio Spurs 2022-2023
La stagione 2022-2023 dei San Antonio Spurs è stata la 56ª stagione della franchigia, la 47ª nella NBA, la 50ª a San Antonio.

## Stagione
La stagione è iniziata con l'addio del playmaker di lunga data Dejounte Murray che, dopo 6 stagioni, ha lasciato i texani per gli Atlanta Hawks, insieme a Jock Landale, per Danilo Gallinari e diverse prime scelte al draft. Insieme a loro, dopo 4 stagioni lascia gli Spurs anche Lonnie Walker che, dopo essere diventato free agent, firma un contratto annuale da 6,5 milioni di dollari con i Los Angeles Lakers.
Il 13 gennaio 2023, in occasione della partita contro G.S. Warriors, persa 113-144, la squadra ha giocato all'Alamodome, stabilendo il record di presenze, con 68.323 spettatori.
Dopo aver fallito l'accesso ai play-off per tre stagioni consecutive per la prima volta nella storia della franchigia, gli Spurs hanno tentato di qualificarsi per la postseason per la prima volta dalla stagione 2018-19. Il 7 marzo 2023, gli Spurs sono stati eliminati dalla contesa dei play-off per la quarta stagione consecutiva, complice la vittoria degli Oklahoma Thunder sui G.S. Warriors e la vittoria dei Dallas Mavericks sugli Utah Jazz.
Al termine della stagione, gli Spurs hanno avuto anche la loro peggiore stagione dal 1996-1997, chiudendo la serie sul 20-62.

## Draft
| Giro | Scelta | Giocatore        | Ruolo | Nazionalità | Università/Squadra           |
| ---- | ------ | ---------------- | ----- | ----------- | ---------------------------- |
| 1    | 9      | Jeremy Sochan    | AG    | Polonia     | Baylor Bears                 |
| 1    | 20     | Malaki Branham   | SG    | Stati Uniti | Università statale dell'Ohio |
| 1    | 25     | Blake Wesley     | SG    | Stati Uniti | Università di Notre Dame     |
| 2    | 38     | Kennedy Chandler | SG    | Stati Uniti | Università del Tennessee     |

Il Draft NBA 2022 si è tenuto il 23 giugno 2022. Gli Spurs detenevano tre scelte nel primo round e una scelta nel secondo round.

## Roster
| \| Pos. \| Num. \| Naz. \| Nome \| Altezza \| Peso \| Data nascita \| Provenienza \| \| ---- \| ---- \| ---------------------- \| ----------------------- \| ------- \| ------ \| ------------ \| ---------------- \| \| AP \| 3 \| Stati Uniti (bandiera) \| Johnson, Keldon \| 198 cm \| 96 kg \| 11-10-1999 \| Kentucky \| \| G \| 4 \| Stati Uniti (bandiera) \| Graham, Devonte' \| 185 cm \| 88 kg \| 22-2-1995 \| Kansas \| \| AG \| 10 \| Stati Uniti (bandiera) \| Sochan, Jeremy \| 206 cm \| 104 kg \| 20-05-2003 \| Baylor \| \| G \| 14 \| Stati Uniti (bandiera) \| Wesley, Blake \| 196 cm \| 84 kg \| 16-03-2003 \| Notre Dame \| \| AG \| 17 \| Stati Uniti (bandiera) \| McDermott, Doug \| 201 cm \| 102 kg \| 03-01-1992 \| Creighton \| \| G \| 22 \| Stati Uniti (bandiera) \| Branham, Malaki \| 196 cm \| 82 kg \| 12-05-2003 \| Ohio State \| \| AG/C \| 23 \| Stati Uniti (bandiera) \| Collins, Zach \| 211 cm \| 113 kg \| 19-11-1997 \| Gonzaga \| \| G \| 24 \| Stati Uniti (bandiera) \| Vassell, Devin \| 201 cm \| 84 kg \| 23-08-2000 \| Florida State \| \| AG \| 26 \| Stati Uniti (bandiera) \| Barlow, Dominick (TW) \| 206 cm \| 97 kg \| 26-05-2003 \| Overtime Elite \| \| C \| 28 \| Nigeria (bandiera) \| Bassey, Charles \| 211 cm \| 104 kg \| 28-10-2000 \| Western Kentucky \| \| G \| 30 \| Stati Uniti (bandiera) \| Champagnie, Julian (TW) \| 201 cm \| 98 kg \| 29-6-2001 \| St. John's \| \| AG \| 31 \| Stati Uniti (bandiera) \| Bates-Diop, Keita \| 203 cm \| 104 kg \| 23-01-1996 \| Ohio State \| \| G \| 33 \| Stati Uniti (bandiera) \| Jones, Tre \| 191 cm \| 84 kg \| 08-01-2000 \| Duke \| \| G \| 35 \| Stati Uniti (bandiera) \| Langford, Romeo \| 193 cm \| 98 kg \| 25-10-1999 \| Indiana \| \| C \| 41 \| Senegal (bandiera) \| Dieng, Gorgui \| 208 cm \| 114 kg \| 18-01-1990 \| Louisville \| \| G \| 54 \| Georgia (bandiera) \| Mamuk'elashvili, Sandro \| 208 cm \| 109 kg \| 23-5-1999 \| Seton Hall \| \| C \| 92 \| Canada (bandiera) \| Birch, Khem \| 203 cm \| 106 kg \| 28-9-1992 \| UNLV \| | Allenatore - Gregg Popovich Assistente/i - Brett Brown - Mitch Johnson - Matt Nielsen - Darius Songaila Legenda - (C) Capitano - (FA) Free agent - (S) Sospeso - (DP) Unsigned draft pick - (GL) Assegnato a squadra G League affiliata - (TW) Contratto Two-way - Infortunato Roster • Transazioni · Ultima transazione: 3 marzo 2023 |                        |                         |         |        |              |                  |
| Pos. | Num. | Naz.                   | Nome                    | Altezza | Peso   | Data nascita | Provenienza      |
| AP | 3 | Stati Uniti (bandiera) | Johnson, Keldon         | 198 cm  | 96 kg  | 11-10-1999   | Kentucky         |
| G | 4 | Stati Uniti (bandiera) | Graham, Devonte'        | 185 cm  | 88 kg  | 22-2-1995    | Kansas           |
| AG | 10 | Stati Uniti (bandiera) | Sochan, Jeremy          | 206 cm  | 104 kg | 20-05-2003   | Baylor           |
| G | 14 | Stati Uniti (bandiera) | Wesley, Blake           | 196 cm  | 84 kg  | 16-03-2003   | Notre Dame       |
| AG | 17 | Stati Uniti (bandiera) | McDermott, Doug         | 201 cm  | 102 kg | 03-01-1992   | Creighton        |
| G | 22 | Stati Uniti (bandiera) | Branham, Malaki         | 196 cm  | 82 kg  | 12-05-2003   | Ohio State       |
| AG/C | 23 | Stati Uniti (bandiera) | Collins, Zach           | 211 cm  | 113 kg | 19-11-1997   | Gonzaga          |
| G | 24 | Stati Uniti (bandiera) | Vassell, Devin          | 201 cm  | 84 kg  | 23-08-2000   | Florida State    |
| AG | 26 | Stati Uniti (bandiera) | Barlow, Dominick (TW)   | 206 cm  | 97 kg  | 26-05-2003   | Overtime Elite   |
| C | 28 | Nigeria (bandiera)     | Bassey, Charles         | 211 cm  | 104 kg | 28-10-2000   | Western Kentucky |
| G | 30 | Stati Uniti (bandiera) | Champagnie, Julian (TW) | 201 cm  | 98 kg  | 29-6-2001    | St. John's       |
| AG | 31 | Stati Uniti (bandiera) | Bates-Diop, Keita       | 203 cm  | 104 kg | 23-01-1996   | Ohio State       |
| G | 33 | Stati Uniti (bandiera) | Jones, Tre              | 191 cm  | 84 kg  | 08-01-2000   | Duke             |
| G | 35 | Stati Uniti (bandiera) | Langford, Romeo         | 193 cm  | 98 kg  | 25-10-1999   | Indiana          |
| C | 41 | Senegal (bandiera)     | Dieng, Gorgui           | 208 cm  | 114 kg | 18-01-1990   | Louisville       |
| G | 54 | Georgia (bandiera)     | Mamuk'elashvili, Sandro | 208 cm  | 109 kg | 23-5-1999    | Seton Hall       |
| C | 92 | Canada (bandiera)      | Birch, Khem             | 203 cm  | 106 kg | 28-9-1992    | UNLV             |

## Classifiche

### Division

#### Southwest Division
| Southwest Division    | V  | S  | V%   | PR   | Casa  | Trasf | Div  | PG |
| --------------------- | -- | -- | ---- | ---- | ----- | ----- | ---- | -- |
| y – Memphis Grizzlies | 51 | 31 | .622 | 2,0  | 35–6  | 16–25 | 13–3 | 82 |
| pi – N.O. Pelicans    | 42 | 40 | .512 | 11,0 | 27–14 | 15–26 | 11–5 | 82 |
| Dallas Mavericks      | 38 | 44 | .463 | 15,0 | 23–18 | 15–26 | 9–7  | 82 |
| Houston Rockets       | 22 | 60 | .268 | 31,0 | 14–27 | 8–33  | 4–12 | 82 |
| San Antonio Spurs     | 22 | 60 | .268 | 31,0 | 14–27 | 8–33  | 3–13 | 82 |

### Conference

#### Western Conference
| Western Conference | Western Conference      | Western Conference | Western Conference | Western Conference | Western Conference | Western Conference |
| #                  | Squadra                 | V                  | S                  | V%                 | PR                 | PG                 |
| ------------------ | ----------------------- | ------------------ | ------------------ | ------------------ | ------------------ | ------------------ |
| 1                  | c – Denver Nuggets *    | 53                 | 29                 | .646               | –                  | 82                 |
| 2                  | y – Memphis Grizzlies * | 51                 | 31                 | .622               | 2,0                | 82                 |
| 3                  | y – Sacramento Kings *  | 48                 | 34                 | .585               | 5,0                | 82                 |
| 4                  | x – Phoenix Suns        | 45                 | 37                 | .549               | 8,0                | 82                 |
| 5                  | x – L.A. Clippers       | 44                 | 38                 | .537               | 9,0                | 82                 |
| 6                  | x – G.S. Warriors       | 44                 | 38                 | .537               | 9,0                | 82                 |
|                    |                         |                    |                    |                    |                    |                    |
| 7                  | x – L.A. Lakers         | 43                 | 39                 | .524               | 10,0               | 82                 |
| 8                  | x – Minnesota T'wolves  | 42                 | 40                 | .512               | 11,0               | 82                 |
| 9                  | pi – N.O. Pelicans      | 42                 | 40                 | .512               | 11,0               | 82                 |
| 10                 | pi – Oklahoma Thunder   | 40                 | 42                 | .488               | 13,0               | 82                 |
|                    |                         |                    |                    |                    |                    |                    |
| 11                 | Dallas Mavericks        | 38                 | 44                 | .463               | 15,0               | 82                 |
| 12                 | Utah Jazz               | 37                 | 45                 | .451               | 16,0               | 82                 |
| 13                 | Portland T. Blazers     | 33                 | 49                 | .402               | 20,0               | 82                 |
| 14                 | Houston Rockets         | 22                 | 60                 | .268               | 31,0               | 82                 |
| 15                 | San Antonio Spurs       | 22                 | 60                 | .268               | 31,0               | 82                 |

## Calendario e risultati

### Preseason
Le date della preseason.
| Preseason 2022                                    | Preseason 2022                                    | Preseason 2022                                    | Preseason 2022                                    | Preseason 2022                                    | Preseason 2022                                    | Preseason 2022                                    | Preseason 2022                                    | Preseason 2022                                    |
| Record preseason: 1-4 (Casa: 0–3; Trasferta: 1–1) | Record preseason: 1-4 (Casa: 0–3; Trasferta: 1–1) | Record preseason: 1-4 (Casa: 0–3; Trasferta: 1–1) | Record preseason: 1-4 (Casa: 0–3; Trasferta: 1–1) | Record preseason: 1-4 (Casa: 0–3; Trasferta: 1–1) | Record preseason: 1-4 (Casa: 0–3; Trasferta: 1–1) | Record preseason: 1-4 (Casa: 0–3; Trasferta: 1–1) | Record preseason: 1-4 (Casa: 0–3; Trasferta: 1–1) | Record preseason: 1-4 (Casa: 0–3; Trasferta: 1–1) |
| Partita                                           | Data                                              | Avversario                                        | Punteggio                                         | Più punti                                         | Più rimbalzi                                      | Più assist                                        | Spettatori                                        | Record                                            |
| ------------------------------------------------- | ------------------------------------------------- | ------------------------------------------------- | ------------------------------------------------- | ------------------------------------------------- | ------------------------------------------------- | ------------------------------------------------- | ------------------------------------------------- | ------------------------------------------------- |
| 1                                                 | 2 ottobre                                         | @ Houston Rockets                                 | S 96–134                                          | Devin Vassell (13)                                | Jakob Pöltl (10)                                  | Wesley, Collins (4)                               | Toyota Center 10.640                              | 0-1                                               |
| 2                                                 | 6 ottobre                                         | Orlando Magic                                     | S 99–102                                          | Doug McDermott (14)                               | Pöltl, Roby (6)                                   | Devin Vassell (5)                                 | AT&T Center 11.561                                | 0-2                                               |
| 3                                                 | 9 ottobre                                         | N.O. Pelicans                                     | S 97–111                                          | Doug McDermott (14)                               | Gorgui Dieng (9)                                  | Gorgui Dieng (4)                                  | AT&T Center 18.193                                | 0-3                                               |
| 4                                                 | 10 ottobre                                        | @ Utah Jazz                                       | V 111–104                                         | Devin Vassell (24)                                | Johnson, Pöltl, Bates-Diop, Dieng (5)             | Lonnie Walker (5)                                 | Vivint Arena 13.887                               | 1-3                                               |
| 5                                                 | 13 ottobre                                        | Oklahoma Thunder                                  | S 112–118                                         | Joshua Primo (23)                                 | Jakob Pöltl (10)                                  | Jakob Pöltl (5)                                   | AT&T Center 13.836                                | 1-4                                               |

### Regular season

#### Andamento stagionale
| Stagione 2022-2023                            | Stagione 2022-2023                            | Stagione 2022-2023                            | Stagione 2022-2023                            | Stagione 2022-2023                            | Stagione 2022-2023                            | Stagione 2022-2023                            | Stagione 2022-2023                            | Stagione 2022-2023                            |
| Totale : 22–60 (Casa: 14–27; Trasferta: 8–33) | Totale : 22–60 (Casa: 14–27; Trasferta: 8–33) | Totale : 22–60 (Casa: 14–27; Trasferta: 8–33) | Totale : 22–60 (Casa: 14–27; Trasferta: 8–33) | Totale : 22–60 (Casa: 14–27; Trasferta: 8–33) | Totale : 22–60 (Casa: 14–27; Trasferta: 8–33) | Totale : 22–60 (Casa: 14–27; Trasferta: 8–33) | Totale : 22–60 (Casa: 14–27; Trasferta: 8–33) | Totale : 22–60 (Casa: 14–27; Trasferta: 8–33) |
| --------------------------------------------- | --------------------------------------------- | --------------------------------------------- | --------------------------------------------- | --------------------------------------------- | --------------------------------------------- | --------------------------------------------- | --------------------------------------------- | --------------------------------------------- |

#### Ottobre
| Ottobre 2022                                  | Ottobre 2022                                  | Ottobre 2022                                  | Ottobre 2022                                  | Ottobre 2022                                  | Ottobre 2022                                  | Ottobre 2022                                  | Ottobre 2022                                  | Ottobre 2022                                  |
| Record mese : 5–2 (Casa: 2–1; Trasferta: 3–1) | Record mese : 5–2 (Casa: 2–1; Trasferta: 3–1) | Record mese : 5–2 (Casa: 2–1; Trasferta: 3–1) | Record mese : 5–2 (Casa: 2–1; Trasferta: 3–1) | Record mese : 5–2 (Casa: 2–1; Trasferta: 3–1) | Record mese : 5–2 (Casa: 2–1; Trasferta: 3–1) | Record mese : 5–2 (Casa: 2–1; Trasferta: 3–1) | Record mese : 5–2 (Casa: 2–1; Trasferta: 3–1) | Record mese : 5–2 (Casa: 2–1; Trasferta: 3–1) |
| Partita                                       | Data                                          | Avversario                                    | Punteggio                                     | Più punti                                     | Più rimbalzi                                  | Più assist                                    | Stadio e spettatori                           | Game recap                                    |
| --------------------------------------------- | --------------------------------------------- | --------------------------------------------- | --------------------------------------------- | --------------------------------------------- | --------------------------------------------- | --------------------------------------------- | --------------------------------------------- | --------------------------------------------- |
| 1                                             | 19 ottobre                                    | Charlotte Hornets                             | S 102–129                                     | Keldon Johnson (20)                           | Keldon Johnson (11)                           | Joshua Primo (5)                              | AT&T Center 16.236                            | 0-1                                           |
| 2                                             | 21 ottobre                                    | @ Indiana Pacers                              | V 137–134                                     | Josh Richardson (27)                          | Jakob Pöltl (8)                               | Joshua Primo (7)                              | Gainbridge FieldHouse 12.073                  | 1-1                                           |
| 3                                             | 22 ottobre                                    | @ Philadelphia 76ers                          | V 114–105                                     | Devin Vassell (22)                            | Jakob Pöltl (11)                              | Gorgui Dieng (5)                              | Wells Fargo Center 19.822                     | 2-1                                           |
| 4                                             | 24 ottobre                                    | @ Minnesota T'wolves                          | V 115–106                                     | Devin Vassell (23)                            | Jakob Pöltl (14)                              | Tre Jones (8)                                 | Target Center 15.347                          | 3-1                                           |
| 5                                             | 26 ottobre                                    | @ Minnesota T'wolves                          | S 122–134                                     | Keldon Johnson (23)                           | Jakob Pöltl (13)                              | Josh Richardson (8)                           | Target Center 16.165                          | 3-2                                           |
| 6                                             | 28 ottobre                                    | Chicago Bulls                                 | V 129–124                                     | Keldon Johnson (33)                           | Jakob Pöltl (13)                              | Tre Jones (8)                                 | AT&T Center 16.562                            | 4-2                                           |
| 7                                             | 30 ottobre                                    | Minnesota T'wolves                            | V 107–98                                      | Keldon Johnson (25)                           | Jakob Pöltl (14)                              | Johnson, Jones (8)                            | AT&T Center 15.053                            | 5-2                                           |

#### Novembre
| Novembre 2022                                  | Novembre 2022                                  | Novembre 2022                                  | Novembre 2022                                  | Novembre 2022                                  | Novembre 2022                                  | Novembre 2022                                  | Novembre 2022                                  | Novembre 2022                                  |
| Record mese : 1–14 (Casa: 1–7; Trasferta: 0–7) | Record mese : 1–14 (Casa: 1–7; Trasferta: 0–7) | Record mese : 1–14 (Casa: 1–7; Trasferta: 0–7) | Record mese : 1–14 (Casa: 1–7; Trasferta: 0–7) | Record mese : 1–14 (Casa: 1–7; Trasferta: 0–7) | Record mese : 1–14 (Casa: 1–7; Trasferta: 0–7) | Record mese : 1–14 (Casa: 1–7; Trasferta: 0–7) | Record mese : 1–14 (Casa: 1–7; Trasferta: 0–7) | Record mese : 1–14 (Casa: 1–7; Trasferta: 0–7) |
| Partita                                        | Data                                           | Avversario                                     | Punteggio                                      | Più punti                                      | Più rimbalzi                                   | Più assist                                     | Stadio e spettatori                            | Game recap                                     |
| ---------------------------------------------- | ---------------------------------------------- | ---------------------------------------------- | ---------------------------------------------- | ---------------------------------------------- | ---------------------------------------------- | ---------------------------------------------- | ---------------------------------------------- | ---------------------------------------------- |
| 8                                              | 2 novembre                                     | Toronto Raptors                                | S 100–143                                      | Keita Bates-Diop (17)                          | Collins, Johnson (8)                           | Tre Jones (7)                                  | AT&T Center 12.155                             | 5-3                                            |
| 9                                              | 4 novembre                                     | L.A. Clippers                                  | S 106–113                                      | Devin Vassell (29)                             | Johnson, Pöltl (7)                             | Tre Jones (6)                                  | AT&T Center 12.603                             | 5-4                                            |
| 10                                             | 5 novembre                                     | @ Denver Nuggets                               | S 101–126                                      | Keldon Johnson (25)                            | Jakob Pöltl (8)                                | Jakob Pöltl (7)                                | Ball Arena 19.641                              | 5-5                                            |
| 11                                             | 7 novembre                                     | Denver Nuggets                                 | S 109–115                                      | Keldon Johnson (30)                            | Charles Bassey (8)                             | Jones, Pöltl (9)                               | AT&T Center 11.574                             | 5-6                                            |
| 12                                             | 9 novembre                                     | Memphis Grizzlies                              | S 122–124 (OT)                                 | Pöltl, Vassell (22)                            | Jakob Pöltl (9)                                | Tre Jones (11)                                 | AT&T Center 13.507                             | 5-7                                            |
| 13                                             | 11 novembre                                    | Milwaukee Bucks                                | V 111–93                                       | Keldon Johnson (29)                            | Jakob Pöltl (10)                               | Tre Jones (9)                                  | AT&T Center 15.642                             | 6-7                                            |
| 14                                             | 14 novembre                                    | @ G.S. Warriors                                | S 95–132                                       | Jakob Pöltl (15)                               | Jakob Pöltl (10)                               | Bassey, Hall, Richardson, Roby (3)             | Chase Center 18.064                            | 6-8                                            |
| 15                                             | 15 novembre                                    | @ Portland T. Blazers                          | S 110–117                                      | Jakob Pöltl (31)                               | Jakob Pöltl (14)                               | Tre Jones (10)                                 | Moda Center 19.012                             | 6-9                                            |
| 16                                             | 17 novembre                                    | @ Sacramento Kings                             | S 112–130                                      | Devin Vassell (29)                             | Jakob Pöltl (7)                                | Jeremy Sochan (5)                              | Golden 1 Center 16.522                         | 6-10                                           |
| 17                                             | 19 novembre                                    | @ L.A. Clippers                                | S 97–119                                       | Jakob Pöltl (20)                               | Charles Bassey (9)                             | Tre Jones (10)                                 | Crypto.com Arena 18.581                        | 6-11                                           |
| 18                                             | 20 novembre                                    | @ L.A. Lakers                                  | S 92–123                                       | Devin Vassell (17)                             | Charles Bassey (8)                             | Charles Bassey (5)                             | Crypto.com Arena 18.211                        | 6-12                                           |
| 19                                             | 23 novembre                                    | N.O. Pelicans                                  | S 110–129                                      | Devin Vassell (26)                             | Jakob Pöltl (14)                               | Tre Jones (9)                                  | AT&T Center 14.947                             | 6-13                                           |
| 20                                             | 25 novembre                                    | L.A. Lakers                                    | S 94–105                                       | Tre Jones (19)                                 | Johnson, Sochan (9)                            | Jones, Sochan (5)                              | AT&T Center 18.354                             | 6-14                                           |
| 21                                             | 26 novembre                                    | L.A. Lakers                                    | S 138–143                                      | Keldon Johnson (26)                            | Keldon Johnson (10)                            | Tre Jones (13)                                 | AT&T Center 18.354                             | 6-15                                           |
| 22                                             | 30 novembre                                    | @ Oklahoma Thunder                             | S 111–119                                      | Devin Vassell (25)                             | Romeo Langford (14)                            | Keldon Johnson (8)                             | Paycom Center 15.605                           | 6-16                                           |

#### Dicembre
| Dicembre 2022                                 | Dicembre 2022                                 | Dicembre 2022                                 | Dicembre 2022                                 | Dicembre 2022                                 | Dicembre 2022                                 | Dicembre 2022                                 | Dicembre 2022                                 | Dicembre 2022                                 |
| Record mese : 6–8 (Casa: 4–5; Trasferta: 2–3) | Record mese : 6–8 (Casa: 4–5; Trasferta: 2–3) | Record mese : 6–8 (Casa: 4–5; Trasferta: 2–3) | Record mese : 6–8 (Casa: 4–5; Trasferta: 2–3) | Record mese : 6–8 (Casa: 4–5; Trasferta: 2–3) | Record mese : 6–8 (Casa: 4–5; Trasferta: 2–3) | Record mese : 6–8 (Casa: 4–5; Trasferta: 2–3) | Record mese : 6–8 (Casa: 4–5; Trasferta: 2–3) | Record mese : 6–8 (Casa: 4–5; Trasferta: 2–3) |
| Partita                                       | Data                                          | Avversario                                    | Punteggio                                     | Più punti                                     | Più rimbalzi                                  | Più assist                                    | Spettatori                                    | Record                                        |
| --------------------------------------------- | --------------------------------------------- | --------------------------------------------- | --------------------------------------------- | --------------------------------------------- | --------------------------------------------- | --------------------------------------------- | --------------------------------------------- | --------------------------------------------- |
| 23                                            | 2 dicembre                                    | N.O. Pelicans                                 | S 99–117                                      | Devin Vassell (25)                            | Charles Bassey (9)                            | Tre Jones (9)                                 | AT&T Center 17.202                            | 6-17                                          |
| 24                                            | 4 dicembre                                    | Phoenix Suns                                  | S 95–133                                      | Keldon Johnson (27)                           | Charles Bassey (7)                            | Zach Collins (5)                              | AT&T Center 16.409                            | 6-18                                          |
| 25                                            | 8 dicembre                                    | Houston Rockets                               | V 118–109                                     | Keldon Johnson (32)                           | Keldon Johnson (7)                            | Jones, Langford (5)                           | AT&T Center 13.140                            | 7-18                                          |
| 26                                            | 10 dicembre                                   | @ Miami Heat                                  | V 115–111                                     | Keldon Johnson (21)                           | Zach Collins (8)                              | Josh Richardson (6)                           | FTX Arena 19.600                              | 8-18                                          |
| 27                                            | 12 dicembre                                   | Cleveland Cavaliers                           | V 112–111                                     | Josh Richardson (24)                          | Charles Bassey (11)                           | Collins, Jones (5)                            | AT&T Center 13.434                            | 9-18                                          |
| 28                                            | 14 dicembre                                   | Portland T. Blazers                           | S 112–128                                     | Keldon Johnson (25)                           | Gorgui Dieng (8)                              | Tre Jones (6)                                 | AT&T Center 13.657                            | 9-19                                          |
| 29                                            | 17 dicembre                                   | Miami Heat                                    | S 101–111                                     | Keldon Johnson (22)                           | Jakob Pöltl (7)                               | Tre Jones (9)                                 | Mexico City Arena 20.160                      | 9-20                                          |
| 30                                            | 19 dicembre                                   | @ Houston Rockets                             | V 124–105                                     | Devin Vassell (26)                            | Collins, Sochan (7)                           | Tre Jones (8)                                 | Toyota Center 15.928                          | 10-20                                         |
| 31                                            | 22 dicembre                                   | @ N.O. Pelicans                               | S 117–126                                     | Jeremy Sochan (23)                            | Sochan, Vassell (9)                           | Jeremy Sochan (6)                             | Smoothie King Center 16.417                   | 10-21                                         |
| 32                                            | 23 dicembre                                   | @ Orlando Magic                               | S 113–133                                     | Keldon Johnson (17)                           | Jeremy Sochan (9)                             | Tre Jones (8)                                 | Amway Center 18.425                           | 10-22                                         |
| 33                                            | 26 dicembre                                   | Utah Jazz                                     | V 126–122                                     | Devin Vassell (24)                            | Jakob Pöltl (9)                               | Devin Vassell (8)                             | AT&T Center 16.351                            | 11-22                                         |
| 34                                            | 27 dicembre                                   | @ Oklahoma Thunder                            | S 114–130                                     | Devin Vassell (20)                            | Jeremy Sochan (9)                             | Tre Jones (5)                                 | Paycom Center 16.229                          | 11-23                                         |
| 35                                            | 29 dicembre                                   | N.Y. Knicks                                   | V 122–115                                     | Keldon Johnson (30)                           | Jakob Pöltl (12)                              | Tre Jones (6)                                 | AT&T Center 18.354                            | 12-23                                         |
| 36                                            | 31 dicembre                                   | Dallas Mavericks                              | S 125–126                                     | Keldon Johnson (30)                           | Jakob Pöltl (15)                              | Jones, Pöltl (6)                              | AT&T Center 18.354                            | 12-24                                         |

#### Gennaio
| Gennaio 2023                                   | Gennaio 2023                                   | Gennaio 2023                                   | Gennaio 2023                                   | Gennaio 2023                                   | Gennaio 2023                                   | Gennaio 2023                                   | Gennaio 2023                                   | Gennaio 2023                                   |
| Record mese : 2–13 (Casa: 2–6; Trasferta: 0–7) | Record mese : 2–13 (Casa: 2–6; Trasferta: 0–7) | Record mese : 2–13 (Casa: 2–6; Trasferta: 0–7) | Record mese : 2–13 (Casa: 2–6; Trasferta: 0–7) | Record mese : 2–13 (Casa: 2–6; Trasferta: 0–7) | Record mese : 2–13 (Casa: 2–6; Trasferta: 0–7) | Record mese : 2–13 (Casa: 2–6; Trasferta: 0–7) | Record mese : 2–13 (Casa: 2–6; Trasferta: 0–7) | Record mese : 2–13 (Casa: 2–6; Trasferta: 0–7) |
| Partita                                        | Data                                           | Avversario                                     | Punteggio                                      | Più punti                                      | Più rimbalzi                                   | Più assist                                     | Spettatori                                     | Record                                         |
| ---------------------------------------------- | ---------------------------------------------- | ---------------------------------------------- | ---------------------------------------------- | ---------------------------------------------- | ---------------------------------------------- | ---------------------------------------------- | ---------------------------------------------- | ---------------------------------------------- |
| 37                                             | 2 gennaio                                      | @ Brooklyn Nets                                | S 103–139                                      | Keldon Johnson (22)                            | Jakob Pöltl (11)                               | Tre Jones (7)                                  | Barclays Center 18.224                         | 12-25                                          |
| 38                                             | 4 gennaio                                      | @ N.Y. Knicks                                  | S 114–117                                      | Keldon Johnson (26)                            | Jakob Pöltl (8)                                | Tre Jones (6)                                  | Madison Square Garden 19.812                   | 12-26                                          |
| 39                                             | 6 gennaio                                      | Detroit Pistons                                | V 121–109                                      | Tre Jones (25)                                 | Jakob Pöltl (16)                               | Jakob Pöltl (7)                                | AT&T Center 13.107                             | 13-26                                          |
| 40                                             | 7 gennaio                                      | Boston Celtics                                 | S 116–121                                      | Collins, Jones, Richardson (18)                | Zach Collins (12)                              | Collins, Jones (5)                             | AT&T Center 18.354                             | 13-27                                          |
| 41                                             | 9 gennaio                                      | @ Memphis Grizzlies                            | S 113–121                                      | Tre Jones (18)                                 | Jakob Pöltl (7)                                | Tre Jones (7)                                  | FedExForum 16.013                              | 13-28                                          |
| 42                                             | 11 gennaio                                     | @ Memphis Grizzlies                            | S 129–135                                      | Keldon Johnson (24)                            | Collins, Pöltl (12)                            | Tre Jones (6)                                  | FedExForum 16.454                              | 13-29                                          |
| 43                                             | 13 gennaio                                     | G.S. Warriors                                  | S 113–144                                      | Tre Jones (21)                                 | Jakob Pöltl (10)                               | Jones, Pöltl, Richardson (5)                   | Alamodome 68.323                               | 13-30                                          |
| 44                                             | 15 gennaio                                     | Sacramento Kings                               | S 119–132                                      | Jakob Pöltl (23)                               | Jeremy Sochan (8)                              | Tre Jones (8)                                  | AT&T Center 12.339                             | 13-31                                          |
| 45                                             | 17 gennaio                                     | Brooklyn Nets                                  | V 106–98                                       | Keldon Johnson (36)                            | Keldon Johnson (11)                            | Tre Jones (5)                                  | AT&T Center 13.532                             | 14-31                                          |
| 46                                             | 20 gennaio                                     | L.A. Clippers                                  | S 126–131                                      | Keldon Johnson (23)                            | Langford, Pöltl, Sochan (6)                    | Tre Jones (8)                                  | AT&T Center 15.190                             | 14-32                                          |
| 47                                             | 23 gennaio                                     | @ Portland T. Blazers                          | S 102–117                                      | Keldon Johnson (20)                            | Jakob Pöltl (7)                                | Tre Jones (7)                                  | Moda Center 17.874                             | 14-33                                          |
| 48                                             | 25 gennaio                                     | @ L.A. Lakers                                  | S 104–113                                      | Keldon Johnson (25)                            | Jakob Pöltl (8)                                | Tre Jones (6)                                  | Crypto.com Arena 17.955                        | 14-34                                          |
| 49                                             | 26 gennaio                                     | @ L.A. Clippers                                | S 100–138                                      | Keldon Johnson (19)                            | Zach Collins (10)                              | Tre Jones (4)                                  | Crypto.com Arena 16.958                        | 14-35                                          |
| 50                                             | 28 gennaio                                     | Phoenix Suns                                   | S 118–128 (OT)                                 | Keldon Johnson (34)                            | Jakob Pöltl (13)                               | Jakob Pöltl (6)                                | AT&T Center 18.354                             | 14-36                                          |
| 51                                             | 30 gennaio                                     | Wash. Wizards                                  | S 106–127                                      | Keldon Johnson (26)                            | Zach Collins (11)                              | Tre Jones (9)                                  | AT&T Center 11.970                             | 14-37                                          |

#### Febbraio
| Febbraio 2023                                  | Febbraio 2023                                  | Febbraio 2023                                  | Febbraio 2023                                  | Febbraio 2023                                  | Febbraio 2023                                  | Febbraio 2023                                  | Febbraio 2023                                  | Febbraio 2023                                  |
| Record mese : 1–10 (Casa: 0–2; Trasferta: 1–8) | Record mese : 1–10 (Casa: 0–2; Trasferta: 1–8) | Record mese : 1–10 (Casa: 0–2; Trasferta: 1–8) | Record mese : 1–10 (Casa: 0–2; Trasferta: 1–8) | Record mese : 1–10 (Casa: 0–2; Trasferta: 1–8) | Record mese : 1–10 (Casa: 0–2; Trasferta: 1–8) | Record mese : 1–10 (Casa: 0–2; Trasferta: 1–8) | Record mese : 1–10 (Casa: 0–2; Trasferta: 1–8) | Record mese : 1–10 (Casa: 0–2; Trasferta: 1–8) |
| Partita                                        | Data                                           | Avversario                                     | Punteggio                                      | Più punti                                      | Più rimbalzi                                   | Più assist                                     | Spettatori                                     | Record                                         |
| ---------------------------------------------- | ---------------------------------------------- | ---------------------------------------------- | ---------------------------------------------- | ---------------------------------------------- | ---------------------------------------------- | ---------------------------------------------- | ---------------------------------------------- | ---------------------------------------------- |
| 52                                             | 1º febbraio                                    | Sacramento Kings                               | S 109–119                                      | Malaki Branham (22)                            | Jakob Pöltl (12)                               | Branham, Johnson (5)                           | AT&T Center 13.207                             | 14–38                                          |
| 53                                             | 3 febbraio                                     | Philadelphia 76ers                             | S 125–137                                      | Malaki Branham (26)                            | Jakob Pöltl (10)                               | Josh Richardson (7)                            | AT&T Center 15.252                             | 14–39                                          |
| 54                                             | 6 febbraio                                     | @ Chicago Bulls                                | S 104–128                                      | Keldon Johnson (21)                            | Jakob Pöltl (9)                                | Branham, Pöltl (4)                             | United Center 19.291                           | 14–40                                          |
| 55                                             | 8 febbraio                                     | @ Toronto Raptors                              | S 98–112                                       | Keldon Johnson (22)                            | Johnson, Pöltl, Richardson (7)                 | Blake Wesley (4)                               | Scotiabank Arena 19.800                        | 14–41                                          |
| 56                                             | 10 febbraio                                    | @ Detroit Pistons                              | S 131–138 (2OT)                                | Devonte' Graham (31)                           | Zach Collins (11)                              | Keita Bates-Diop (5)                           | Little Caesars Arena 17.899                    | 14–42                                          |
| 57                                             | 11 febbraio                                    | @ Atlanta Hawks                                | S 106–125                                      | Keldon Johnson (25)                            | Jeremy Sochan (9)                              | Jeremy Sochan (5)                              | State Farm Arena 17.875                        | 14–43                                          |
| 58                                             | 13 febbraio                                    | @ Cleveland Cavaliers                          | S 109–117                                      | Keldon Johnson (25)                            | Charles Bassey (8)                             | Devonte' Graham (8)                            | Rocket Mortgage FieldHouse 19.432              | 14–44                                          |
| 59                                             | 15 febbraio                                    | @ Charlotte Hornets                            | S 110–120                                      | Malaki Branham (23)                            | Zach Collins (12)                              | Zach Collins (5)                               | Spectrum Center 14.155                         | 14–45                                          |
| 60                                             | 23 febbraio                                    | @ Dallas Mavericks                             | S 116–142 (2OT)                                | Malaki Branham (23)                            | Zach Collins (12)                              | Keldon Johnson (7)                             | American Airlines Center 20.287                | 14–46                                          |
| 61                                             | 25 febbraio                                    | @ Utah Jazz                                    | S 102–118                                      | Jeremy Sochan (22)                             | Keldon Johnson (7)                             | Bates-Diop, Graham, Wesley (4)                 | Vivint Arena 18.206                            | 14–47                                          |
| 62                                             | 28 febbraio                                    | @ Utah Jazz                                    | V 102–94                                       | Keldon Johnson (25)                            | Charles Bassey (10)                            | Jeremy Sochan (6)                              | Vivint Arena 18.206                            | 15–47                                          |

#### Marzo
| Marzo 2023                                     | Marzo 2023                                     | Marzo 2023                                     | Marzo 2023                                     | Marzo 2023                                     | Marzo 2023                                     | Marzo 2023                                     | Marzo 2023                                     | Marzo 2023                                     |
| Record mese : 4–11 (Casa: 4–5; Trasferta: 0–6) | Record mese : 4–11 (Casa: 4–5; Trasferta: 0–6) | Record mese : 4–11 (Casa: 4–5; Trasferta: 0–6) | Record mese : 4–11 (Casa: 4–5; Trasferta: 0–6) | Record mese : 4–11 (Casa: 4–5; Trasferta: 0–6) | Record mese : 4–11 (Casa: 4–5; Trasferta: 0–6) | Record mese : 4–11 (Casa: 4–5; Trasferta: 0–6) | Record mese : 4–11 (Casa: 4–5; Trasferta: 0–6) | Record mese : 4–11 (Casa: 4–5; Trasferta: 0–6) |
| Partita                                        | Data                                           | Avversario                                     | Punteggio                                      | Più punti                                      | Più rimbalzi                                   | Più assist                                     | Spettatori                                     | Record                                         |
| ---------------------------------------------- | ---------------------------------------------- | ---------------------------------------------- | ---------------------------------------------- | ---------------------------------------------- | ---------------------------------------------- | ---------------------------------------------- | ---------------------------------------------- | ---------------------------------------------- |
| 63                                             | 2 marzo                                        | Indiana Pacers                                 | V 110–99                                       | Jeremy Sochan (22)                             | Jeremy Sochan (13)                             | Collins, Jones (5)                             | AT&T Center 14.617                             | 16–47                                          |
| 64                                             | 4 marzo                                        | Houston Rockets                                | S 110–122                                      | Devonte' Graham (28)                           | Zach Collins (10)                              | Keita Bates-Diop (6)                           | AT&T Center 18.354                             | 16–48                                          |
| 65                                             | 5 marzo                                        | @ Houston Rockets                              | S 110–142                                      | Keita Bates-Diop (17)                          | Malaki Branham (7)                             | Johnson, Vassell (5)                           | Toyota Center 16.721                           | 16–49                                          |
| 66                                             | 10 marzo                                       | Denver Nuggets                                 | V 128–120                                      | Keldon Johnson (23)                            | Zach Collins (9)                               | Tre Jones (8)                                  | AT&T Center 18.354                             | 17–49                                          |
| 67                                             | 12 marzo                                       | Oklahoma Thunder                               | S 90–102                                       | Zach Collins (23)                              | Zach Collins (11)                              | Blake Wesley (6)                               | AT&T Center 17.314                             | 17–50                                          |
| 68                                             | 14 marzo                                       | Orlando Magic                                  | V 132–114                                      | Jeremy Sochan (29)                             | Jeremy Sochan (11)                             | Devonte' Graham (9)                            | AT&T Center 13.708                             | 18–50                                          |
| 69                                             | 15 marzo                                       | Dallas Mavericks                               | S 128–137 (OT)                                 | Keldon Johnson (27)                            | Keldon Johnson (8)                             | Branham, Jones (5)                             | AT&T Center 18.354                             | 18–51                                          |
| 70                                             | 17 marzo                                       | Memphis Grizzlies                              | S 120–126 (OT)                                 | Malaki Branham (25)                            | Sandro Mamuk'elashvili (14)                    | Tre Jones (9)                                  | AT&T Center 15.221                             | 18–52                                          |
| 71                                             | 19 marzo                                       | Atlanta Hawks                                  | V 126–118                                      | Johnson, Vassell (29)                          | Keldon Johnson (12)                            | Tre Jones (6)                                  | AT&T Center 16.311                             | 19–52                                          |
| 72                                             | 21 marzo                                       | @ N.O. Pelicans                                | S 84–119                                       | Sandro Mamuk'elashvili (20)                    | Julian Champagnie (6)                          | Tre Jones (8)                                  | Smoothie King Center 15.466                    | 19–53                                          |
| 73                                             | 22 marzo                                       | @ Milwaukee Bucks                              | S 94–130                                       | Devin Vassell (16)                             | Collins, Mamuk'elashvili (7)                   | Blake Wesley (6)                               | Fiserv Forum 17.756                            | 19–54                                          |
| 74                                             | 24 marzo                                       | @ Wash. Wizards                                | S 124–136                                      | Keldon Johnson (30)                            | Keldon Johnson (10)                            | Tre Jones (12)                                 | Capital One Arena 17.004                       | 19–55                                          |
| 75                                             | 26 marzo                                       | @ Boston Celtics                               | S 93–137                                       | Zach Collins (21)                              | Zach Collins (7)                               | Collins, Jones, Vassell (4)                    | TD Garden 19.156                               | 19–56                                          |
| 76                                             | 29 marzo                                       | Utah Jazz                                      | S 117–128                                      | Malaki Branham (21)                            | Collins, Mamuk'elashvili (8)                   | Graham, Jones (6)                              | AT&T Center 18.354                             | 19–57                                          |
| 77                                             | 31 marzo                                       | @ G.S. Warriors                                | S 115–130                                      | Keldon Johnson (22)                            | Sandro Mamuk'elashvili (11)                    | Tre Jones (6)                                  | Chase Center 18.064                            | 19–58                                          |

#### Aprile
| Aprile 2023                                   | Aprile 2023                                   | Aprile 2023                                   | Aprile 2023                                   | Aprile 2023                                   | Aprile 2023                                   | Aprile 2023                                   | Aprile 2023                                   | Aprile 2023                                   |
| Record mese : 3–2 (Casa: 1–1; Trasferta: 2–1) | Record mese : 3–2 (Casa: 1–1; Trasferta: 2–1) | Record mese : 3–2 (Casa: 1–1; Trasferta: 2–1) | Record mese : 3–2 (Casa: 1–1; Trasferta: 2–1) | Record mese : 3–2 (Casa: 1–1; Trasferta: 2–1) | Record mese : 3–2 (Casa: 1–1; Trasferta: 2–1) | Record mese : 3–2 (Casa: 1–1; Trasferta: 2–1) | Record mese : 3–2 (Casa: 1–1; Trasferta: 2–1) | Record mese : 3–2 (Casa: 1–1; Trasferta: 2–1) |
| Partita                                       | Data                                          | Avversario                                    | Punteggio                                     | Più punti                                     | Più rimbalzi                                  | Più assist                                    | Spettatori                                    | Record                                        |
| --------------------------------------------- | --------------------------------------------- | --------------------------------------------- | --------------------------------------------- | --------------------------------------------- | --------------------------------------------- | --------------------------------------------- | --------------------------------------------- | --------------------------------------------- |
| 78                                            | 2 aprile                                      | @ Sacramento Kings                            | V 142–134 (OT)                                | Doug McDermott (30)                           | Barlow, Jones (10)                            | Tre Jones (11)                                | Golden 1 Center 18.183                        | 20–58                                         |
| 79                                            | 4 aprile                                      | @ Phoenix Suns                                | S 94–115                                      | Malaki Branham (21)                           | Sandro Mamuk'elashvili (8)                    | Tre Jones (9)                                 | Footprint Center 17.071                       | 20–59                                         |
| 80                                            | 6 aprile                                      | Portland T. Blazers                           | V 129–127                                     | Keita Bates-Diop (25)                         | Zach Collins (10)                             | Tre Jones (10)                                | Moody Center 16.023                           | 21–59                                         |
| 81                                            | 8 aprile                                      | Minnesota T'wolves                            | S 131–151                                     | Julian Champagnie (24)                        | Tre Jones (10)                                | Tre Jones (12)                                | Moody Center 16.148                           | 21–60                                         |
| 82                                            | 9 aprile                                      | @ Dallas Mavericks                            | V 138–117                                     | Sandro Mamuk'elashvili (23)                   | Dominick Barlow (19)                          | Blake Wesley (9)                              | American Airlines Center 20.141               | 22-60                                         |

## Mercato

### Scambi
| 24 giugno 2022  | ai San Antonio SpursScelta protetta 2º giro Draft 2024 Corrispettivo in contanti | agli Memphis Grizzliesi diritti al Draft su Kennedy Chandler    |
| 30 giugno 2022  | ai San Antonio SpursDanilo Gallinari Scelta protetta 1º giro Draft 2023 Scelta non protetta 1º giro Draft 2025 Diritti di scambiare le scelte del 1º giro Draft 2026 Scelta non protetta 1º giro Draft 2027 | agli Atlanta HawksDejounte Murray Jock Landale                  |
| 5 gennaio 2023  | ai San Antonio SpursNoah Vonleh Corrispettivo in contanti | ai Boston CelticsScelta non protetta 2º giro in un futuro Draft |
| 7 febbraio 2023 | ai San Antonio SpursDewayne Dedmon Scelta protetta 2º giro Draft 2028 | ai Miami HeatCorrispettivo in contanti                          |
| 9 febbraio 2023 | ai San Antonio SpursKhem Birch Scelta protetta 1º giro Draft 2024 Scelta protetta 2º giro Draft 2023 Scelta protetta 2º giro Draft 2025                                                                     | ai Toronto RaptorsJakob Pöltl                                   |
| 9 febbraio 2023 | ai San Antonio SpursDevonte' Graham Scelta protetta 2º giro Draft 2024 Scelta protetta 2º giro Draft 2026 Scelta protetta 2º giro Draft 2028 Scelta protetta 2º giro Draft 2029                             | ai New Orleans PelicansJosh Richardson                          |

### Free Agency

#### Prolungamenti contrattuali
| Data            | Giocatore     | Contratto |
| --------------- | ------------- | --------- |
| 24 agosto 2022  | Joe Wieskamp  | Rinnovo   |
| 10 ottobre 2022 | Devin Vassell | Rinnovo   |
| 10 ottobre 2022 | Joshua Primo  | Rinnovo   |

#### Acquisti
| Data             | Giocatore              | Contratto             | Provenienza        |
| ---------------- | ---------------------- | --------------------- | ------------------ |
| 5 luglio 2022    | Isaiah Roby            | Contratto pluriennale | Oklahoma Thunder   |
| 9 agosto 2022    | Gorgui Dieng           | Contratto pluriennale | Atlanta Hawks      |
| 11 luglio 2022   | Dominick Barlow        | Contratto Two-Way     | Team Overtime      |
| 26 agosto 2022   | Alize Johnson          | Contratto Two-Way     | -                  |
| 26 agosto 2022   | Tommy Kuhse            | Contratto Two-Way     | -                  |
| 9 ottobre 2022   | Chaundee Brown         | Contratto Two-Way     | -                  |
| 24 ottobre 2022  | Charles Bassey         | Contratto Two-Way     | Philadelphia 76ers |
| 16 febbraio 2023 | Julian Champagnie      | Contratto Two-Way     | Philadelphia 76ers |
| 3 marzo 2023     | Sandro Mamuk'elashvili | Contratto pluriennale | Milwaukee Bucks    |

#### Cessioni
| Data             | Giocatore        | Contratto  | Destinazione       |
| ---------------- | ---------------- | ---------- | ------------------ |
| 1º luglio 2022   | Danilo Gallinari | Rilasciato | Boston Celtics     |
| 7 luglio 2022    | Lonnie Walker    | Free agent | L.A. Lakers        |
| 30 luglio 2022   | Tyler Johnson    | Free agent | Brisbane Bullets   |
| 10 ottobre 2022  | Tommy Kuhse      | Rilasciato | -                  |
| 15 ottobre 2022  | Alize Johnson    | Rilasciato | -                  |
| 28 ottobre 2022  | Joshua Primo     | Rilasciato | -                  |
| 5 gennaio 2023   | Noah Vonleh      | Rilasciato | -                  |
| 12 febbraio 2023 | Stanley Johnson  | Rilasciato | S. Falls Skyforce  |
| 14 febbraio 2023 | Dewayne Dedmon   | Rilasciato | Philadelphia 76ers |
| 3 marzo 2023     | Isaiah Roby      | Rilasciato | N.Y. Knicks        |